# PARASOL

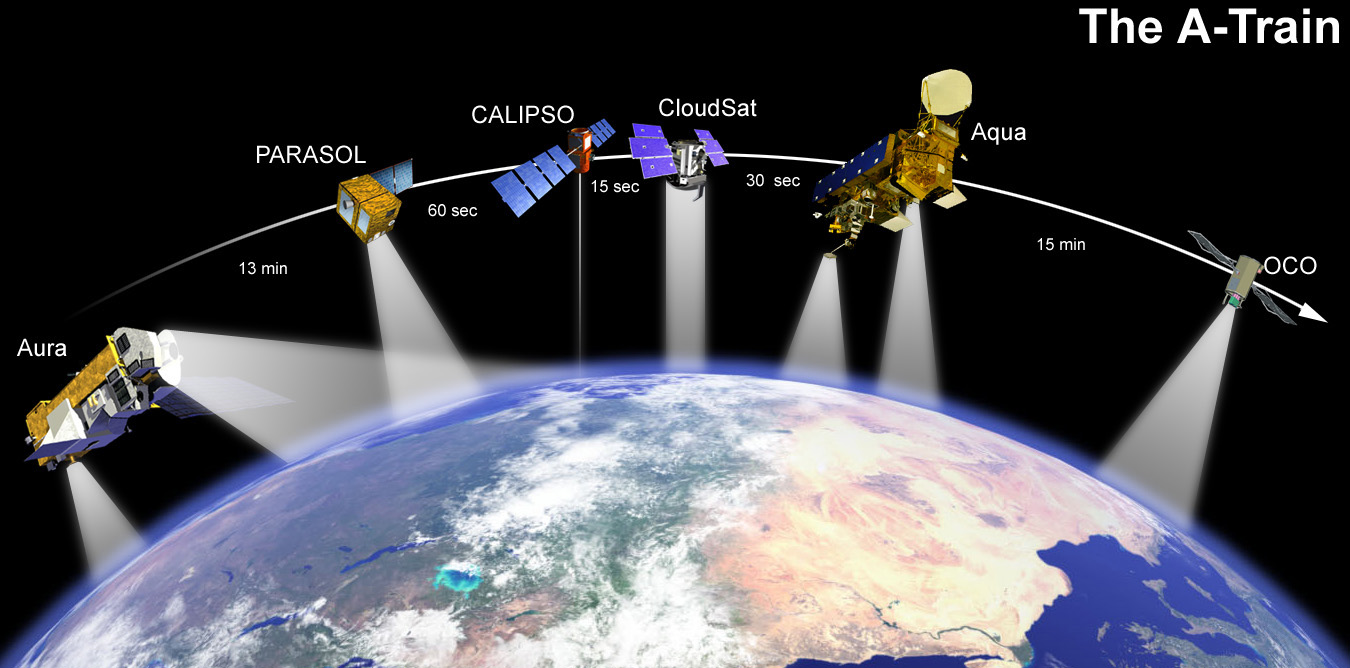
Satelliten im A-Train: PARASOL ist der zweite von links

PARASOL (Polarisation et Anisotropie des Réflectances au sommet de l’Atmosphère, couplées avec un Satellite d’Observation emportant un Lidar) ist ein französischer Erdbeobachtungssatellit. Er trägt das Instrument POLDER, das die Strahlungseigenschaften und die mikroskopische Zusammensetzung der Wolken und Schwebeteilchen untersucht.
PARASOL startete am 18. Dezember 2004 vom europäischen Weltraumbahnhof in Kourou mit einer Ariane 5 G+. Er ist in der Formation A-Train mit mehreren anderen Satelliten (Aqua, CALIPSO, CloudSat und Aura) positioniert. Diese Satelliten, die 2008 durch das Orbiting Carbon Observatory (OCO) der NASA ergänzt werden sollten, welches jedoch beim Start verloren ging, werden durch den Zusammenschluss von mehreren Instrumenten (unter anderem passive Radiometer sowie aktive Lidar- und Radarsysteme) erstmals eine umfassende Untersuchung der Wolken und Aerosole ermöglichen.
Die Mission des Satelliten wurde genau 9 Jahre nach dem Start am 18. Dezember 2013 offiziell beendet.